# Montañas Sarnoff

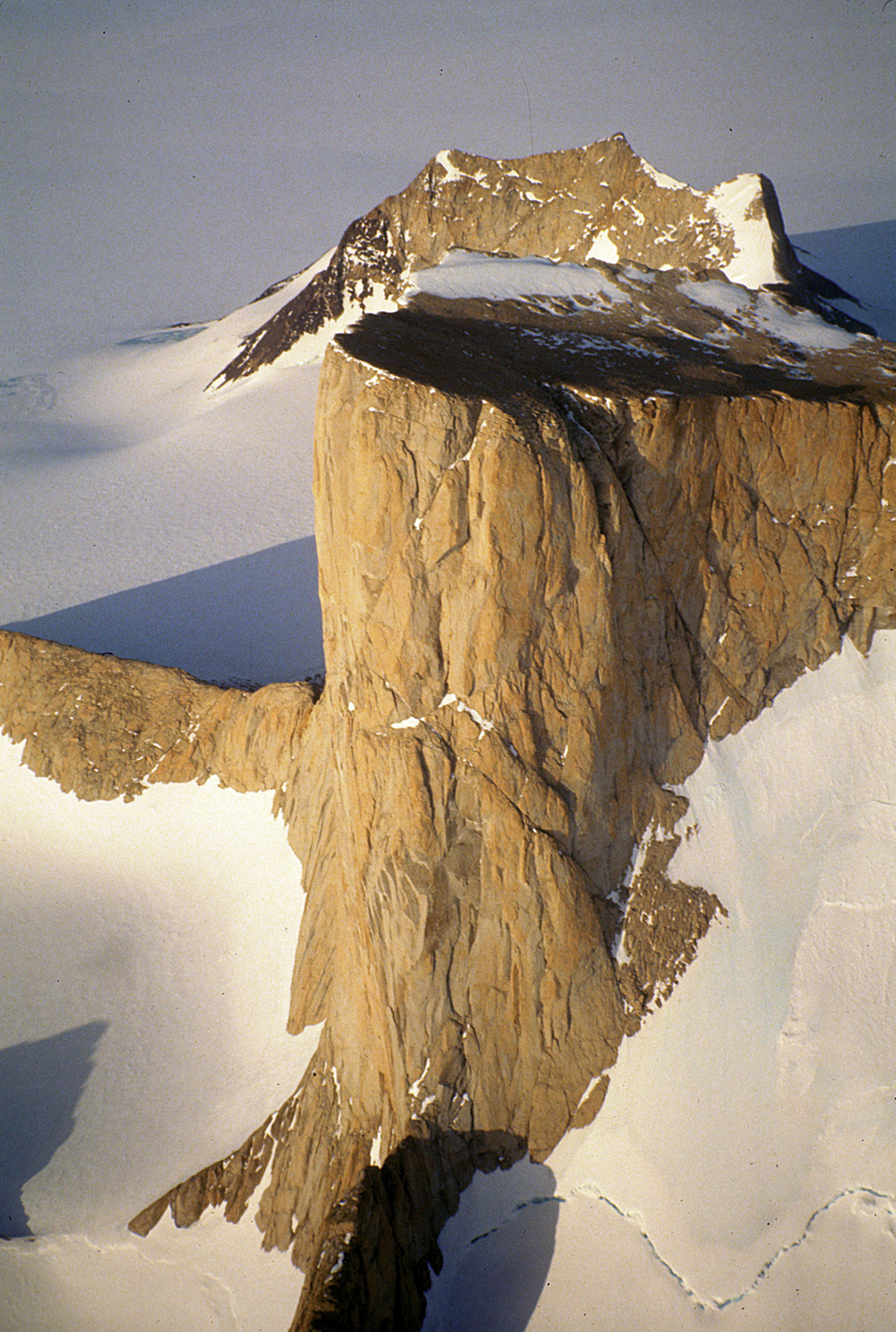
En la Tierra de Marie Byrd, Antártida Occidental.

Las montañas Sarnoff (77°10′S 145°0′O / -77.167, -145.000) es una cadena montañosa, de 46 km de largo y unos 15 km de ancho que separa el glaciar Boyd que fluye hacia el oeste y el glaciar Arthur en las cordilleras Ford de la Tierra de Marie Byrd, de la Antártida. El extremo oeste de la cadena fue descubierto y bosquejado a partir de fotografías tomadas por la Expedición Antártica Byrd (1928–30) on the flight del 5 de diciembre de 1929. La cadena fue cartografiada con mayor detalle por la Expedición Antártica Byrd (1933–35) y el Servicio Antártico de Estados Unidos (USAS) (1939–41), all expeditions led by R. Admiral Richard E. Byrd. Fueron nombradas en honor a David Sarnoff, presidente de RCA (Radio Corporation of America), quien había donado equipos de radios para recibir y transmitir que eran usados en el campo y en la base Little America por la Expedición Antártica Byrd (1933–35).